# Uso del lenguaje
El uso del lenguaje comprende varios aspectos como los de la comunicación humana mediante las lenguas naturales. Estos aspectos engloban desde la interpretación semántica o significado social de las oraciones en ciertos contextos lingüísticos, tratado por la pragmática; hasta los aspectos sociolingüísticos, pasando por los aspectos de política lingüística como la estandarización y de los usos normativos de una lengua. El lenguaje es utilizado para interactuar, expresarse, para la comunicación

## Norma lingüística
En toda cultura suele establecerse un consenso mínimo para establecer cuál es el modelo más prestigioso o el patrón más digno de imitar por todos cuando se usa una lengua. A este consenso mínimo se le llama norma lingüística y se expresa por medio de una ortología o preceptos para expresarse con corrección en la lengua hablada, y una ortografía o preceptos para expresarse con corrección en la lengua escrita. 

### Criterios utilizados para establecer normas
La norma estadística o democrática establece que lo correcto es la frecuencia más alta de uso de una forma o costumbre expresiva; la norma geográfica, por lo contrario, afirma que lo correcto es la forma de expresión de una ciudad o de una región, por lo general donde se encuentra la Corte o el gobierno de un país; larada digna de imitar, mientras que la norma académica estima que lo correcto es lo establecido por una academia de sabios expertos en el tema, como las Reales Academias de la Lengua de Francia o España; la norma cultural, por otra parte, estatuye que el modelo de lengua viene dado por un texto considerado clásico o sagrado por una cultura, como el Ramaiana y el Majabhárata para el sánscrito, los poemas de Homero para los griegos, el Corán para los árabes, el hebreo bíblico para los judíos o el latín de Cicerón para los humanistas.

### Principio de economía
Asimismo, un principio de economía restringe la cantidad de elementos que pueden usarse en la comunicación a la menor cantidad posible a fin de que el instrumento sea flexible y no exija demasiado número de elementos compositivos. A tal fin todas las lenguas humanas obedecen a la fórmula matemática que establece que su número de fonemas es inferior al de sus morfemas, su número de morfemas inferior al de sus lexemas y su número de lexemas inferior al de sus semas o significados. Asimismo, en los lenguajes naturales la recursividad no es indefinida más allá del límite de la comprensión humana y se halla limitada, restringida y complementada por unos factores de la comunicación concretos, estudiados por Shannon y Weaver, de los cuales son también operativos para la feliz intelección del mensaje el contexto lingüístico y la situación física espaciotemporal, estudiados en sus derivaciones lingüísticas por la pragmática.

### Lenguaje y sus funciones
Todos los mensajes, orales y escritos, son importantes para el emisor y son emitidos con un propósito particular, tienen la intención comunicativa de dar a conocer un suceso, una emoción, convencer, obtener un favor o realizar una actividad. Todos hablamos con una finalidad. Dentro de la comunicación lingüística se emplean seis funciones.
1. Función referencial o representativa: Consiste en informar o transmitir un contenido o hecho tal como el emisor lo juzga.
La leyenda es una narración que pertenece a la tradición y cultura de un pueblo.
Perú es un país sudamericano.
2. Función apelativa o conativa: Influye, aconseja o llama la atención del receptor para que actúe de una determinada manera.
¡Cállate!
Observe las imágenes y responda a las siguientes preguntas.
3. Función expresiva o emotiva: Transmite o expresa los sentimientos o estado de ánimo del emisor.
!Te odio!
¡Te quiero mucho!
¡Qué alegría me da de verte!

Dentro del proceso de la comunicación es importante conocer qué diario utilizamos las funciones lingüísticas, de manera que nos sean útiles para exponer nuestras ideas de forma lógica y coherente, dichas funciones pueden enriquecer la lengua. Debe tenerse presente que a veces el emisor tiene una intención falaz y puede emitir juicios que considera falsos aparentando una función representativa o mostrando una emoción que no siente. En estos casos, tal vez podríamos clasificar su emisión como dentro de la función conativa, ya que trata de influir en el receptor para que tenga un estado de conocimiento erróneo.segundo

## La teoría de los actos de habla
Ese enfoque funcional seguía apareciendo incompleto y se echaban de menos funciones derivadas de otros elementos de la teoría de la comunicación, como son el contexto y la situación, necesarios para explicar el significado de frases cuyo uso es meramente incidental y solo puede entenderse en la situación práctica del habla.
La teoría de los actos de habla intentó aproximarse a estas funciones poco estudiadas y descubrió la importancia de la presuposición y del contexto o conocimiento enciclopédico del mundo por parte del hablante en la intelección correcta de los mensajes ambiguos. De ese modo, las funciones de Bühler fueron reformuladas para indicar que la información objetiva o función representativa era un acto locutivo o lo que simplemente se dice; que la función expresiva era un acto elocutivo o lo que se hace cuando se dice, y que la función conativa o apelativa era un acto perlocutivo o lo que se consigue por medio es decir.
Ejemplos de las funciones de la lengua:
- Función referencial o práctica: La leyenda es una narración que pertenece a la tradición y cultura de un pueblo
- Función apelativa o conativa: ¡callate. Observen las imágenes y responda las siguientes preguntas.
- Función emotiva o expresiva: ¡Te odio¡ ¡Qué alegría me da verte!.
- Función fatica o de contacto: ¿me oyes?. ¿me escuchas?.
- Función metalingüística: La palabra texto derivada del latín "textum" que significa tejido.
- Función poética o estética: Las nubes, cual copos de algodón esponjosos.

## Registros lingüísticos
El registro lingüístico es el conjunto de variables contextuales, sociolingüísticas y de otro tipo que condicionan el modo en que una lengua es usada en un contexto concreto.

### Registro formal
Una necesidad en el uso del lenguaje, especialmente en situaciones formales, derivada de su carácter de utilidad, es que sus significados han de ser precisos y no prestarse a confusión: la jurisprudencia, la ciencia, la política e incluso la ética y la religión necesitan definiciones exactas y acatables por todos que no den lugar a conflictos o discusiones y problemas interminables en sus respectivos campos, posibilitando el uso práctico del lenguaje como herramienta para la cooperación social y el conocimiento científico.

### Registro informal
Suele darse en la comunicación familiar o entre amigos. El registro coloquial o familiar se caracteriza por la falta de planificación y la preferencia por las estructuras simples y la expresividad del hablante.